# 硫黄島通信所
硫黄島通信所（いおうじまつうしんじょ Iwo Jima Communication Site)は、東京都小笠原村硫黄島に所在するアメリカ海軍の訓練施設である。横須賀を事実上の母港とする航空母艦艦載機の夜間離着陸訓練(NLP)が行われている。

## 基地概要
概要は、以下のとおり。
- 施設面積：6,630,688 m2（私有地2,360,430 m2、市町村有地57,408 m2、国有地4,212,851 m2）
- 施設番号：FAC3181
- 管理部隊：アメリカ海軍厚木航空施設隊
- 使用部隊：アメリカ海軍第5空母航空団
- 共同使用者：自衛隊、独立行政法人防災科学技術研究所

## 施設の概要
硫黄島通信所は、通信所にもかかわらず、訓練施設として使用されている。かつては通信所として存在していたが、現在は運用を停止しており、通信所自体は遊休地となっている。
これまで厚木飛行場で行われていた夜間離着陸訓練が、住民運動により実施が困難になったことから、硫黄島で訓練を行うことになった。その際、海上自衛隊が飛行場を運営し、航空自衛隊が訓練基地として使用している硫黄島航空基地を日米共用飛行場として登録するのではなく、在日アメリカ海軍施設として登録されていた「硫黄島通信所」を訓練施設として登録変更するという形が採られた。
実態としては、硫黄島通信所はアメリカ海軍の硫黄島飛行場施設そのものである。

## 沿革
沿革は、以下のとおり。
- 1968年（昭和43年）6月26日 - 小笠原諸島の日本復帰に伴い、既存施設を提供。
- 1985年（昭和60年）11月18日 - 水陸両用訓練水域（約74 km2）を追加提供。
- 1989年（平成元年）1月18日 - NLPの暫定施設として硫黄島の使用を日米間で基本的了解。
- 1991年（平成3年）6月25日 - 航空機の飛行支援施設等用地として、国有地約646,100 m2、民公有地約300,100 m2の追加提供を閣議決定。
- 1992年（平成4年）10月30日 - 訓練宿泊施設として、追加提供。
- 1993年（平成5年）4月23日 - 訓練宿泊施設として、追加提供。
- 1993年（平成5年）10月 - ロラン局としてのアメリカ沿岸警備隊極東支部の使用が終了。
- 1994年（平成6年）10月 - 海上保安庁による航空の安全確保業務が終了。
- 1996年（平成8年）7月26日 - 貯油施設等用地として、国有地約3,300 m2、民公有地約1,200 m2の追加提供が閣議決定。
- 1998年（平成10年）2月3日 - 宿舎施設等用地として、国有地約370 m2の追加提供が閣議決定。
- 1999年（平成11年）3月23日 - 宿舎として、建物約630 m2の追加提供が閣議決定。
- 2002年（平成14年）2月4日 - NLPは引き続き、できる限り硫黄島で実施することを日米政府了解。
- 2004年（平成16年）12月7日 - 戦没者の碑（天山）区域の拡張整備用地として、民有地約7,800 m2を厚生労働省と共同使用することを閣議決定。
- 2005年（平成17年）2月4日 - 非常用電源室として、建物約450 m2の追加提供が閣議決定。
- 2007年（平成19年）10月30日 - 下水道施設として、民有地約230 m2の追加提供が閣議決定。

### NLP使用の経緯
- 1983年（昭和58年） - 厚木基地で空母艦載機による夜間離着陸訓練が行われるようになると、騒音問題が大きな懸念事項になった。
- 1983年（昭和58年）12月 - 三宅島村議会で「三宅島空港ジェット化促進のための官民共用空港誘致の意見書」が採択され、日本政府は三宅島を、厚木基地に代わる夜間離着陸訓練の重点候補地とする（採択の背景には、同年10月の三宅島噴火の被災による災害復旧のための資金が欲しかったという）[2]。
- 1984年（昭和59年）9月 - 村議員のリコール選挙が行われ、議会では基地反対派が多数派となる。また、島民の過半も反対派となった[2]。
- 1988年（昭和63年）8月 - 三宅島への移転が島民の反発にあい、計画が進まない中、瓦力防衛庁長官（当時）が、厚木基地は夜間離着陸訓練を行う場所として不適切として、硫黄島への実施場所移動について言及している[3]。
- 1989年（平成元年）1月 - 暫定地として硫黄島とすることが発表された（米軍は、日本が訓練のための施設整備等を行うことを前提に、硫黄島で夜間離着陸訓練を行うことを同意した）[4]。
- 1989年（平成元年）12月 - 工事が始まる。
- 1991年（平成3年）6月18日 - 日米共同委員会において、すでに完成した施設の提供に合意（以後、数度にわたって施設提供についての合意が行われる）。
- 1991年（平成3年）12月 - 硫黄島で初の夜間離着陸訓練が行われた。
- 1993年（平成5年） - 当初予定していた施設が全て完成。
- 1993年（平成5年）4月23日 - 日米共同委員会における施設提供の合意によって、硫黄島の諸施設は米軍に提供されることとなった[5]。